# James Hong
James Hong (chinois simplifié : 吴汉章 ; chinois traditionnel : 吳漢章 ; pinyin : Wú Hànzhāng ; Wade : Wu² Han⁴chang¹ ; cantonais Jyutping : Ng4 Hon3zoeng1), né le 22 février 1929 à Minneapolis, est un acteur, producteur, réalisateur et scénariste américain.

## Biographie

### Carrière

#### Années 1950
En 1954, il apparait dans le jeu télévisé et radiophonique You Bet Your Life (en) présenté par Groucho Marx dans lequel il fait plusieurs imitations. Le succès de son apparition lui permet d'avoir Bessie Loo (en) comme agent. L'année d'après, il tourne dans Le Rendez-vous de Hong Kong (Soldier of Fortune), son tout premier film.
De 1957 à 1958, il est la co-vedette de la série The New Adventures of Charlie Chan (en) avec  J. Carrol Naish dans le rôle titre. En juillet 2022, Hong explique que Naish l'a fait virer de la série à cause d'une réplique « manquée », décrivant cet évènement comme étant « extrêmement blessant ».

#### Années 1960
En 1965, il co-fonde l'organisme théâtral Asio-Américain East West Players (en) basé à Los Angeles.

#### Années 1970
De 1972 à 1975, il joue plusieurs rôles dans la série Kung Fu.
En 1974, il incarne Kahn, le majordome de Faye Dunaway, dans le film noir Chinatown de Roman Polanski qui met en scène Jack Nicholson.

#### Années 1980
En 1980, il apparait dans Y a-t-il un pilote dans l'avion ?. En 1982, il incarne  Hannibal Chew dans le film Blade Runner de Ridley Scott. Il joue dans Portés disparus en 1984.
En 1986, il incarne le sorcier David Lo Pan, l'antagoniste du film Big Trouble in Little China de John Carpenter. Il joue également dans  Golden Child. En 1989, il apparait dans Tango et Cash.

#### Années 1990
En 1990, il reprend le rôle de Kahn dans le film  The Two Jakes réalisé cette fois-ci par Jack Nicholson.
En 1991, il apparait dans le onzième épisode de la deuxième saison (en) de la sitcom Seinfeld. En 1993, il joue le beau-père de Wayne dans Wayne's World 2. Il joue dans The Shadow sorti en 1994.
En 1996, il joue dans le dix-neuvième épisode de la troisième saison de la série de science fiction X-Files. En 1997, il joue dans le vingt-quatrième épisode de la troisième saison de la sitcom Friends.
Il prête sa voix à Chi Fu dans le film d'animation Mulan des studios Disney en 1998.

#### Années 2000
En 2000, il joue dans L'Art de la guerre. En 2001, il apparait dans le quatrième épisode de la quatrième saison de Charmed et dans le septième épisode de la première saison de la série d'espionnage Alias.
De 2002 à 2004, il prête sa voix à Dalong Wong dans la série d'animation Jackie Chan Adventures. En 2004, il apparait dans le onzième épisode de la cinquième saison de la sitcom Malcolm.
En 2007, il joue un maitre de tennis de table aveugle dans le film Balles de feu.
Depuis 2008, il prête sa voix à San Ping, le père adoptif de Po, dans la franchise Kung-Fu Panda,,. La même année, il joue face à Keanu Reeves dans le film  Le Jour où la Terre s'arrêta.

#### Années 2010
En 2011, il prête sa voix au pirate Bucky dans la troisième saison de la série d'animation Archer.
En 2012, il prête sa voix au chef de triade oncle Po dans le jeu vidéo Sleeping Dogs du studio United Front Games. L'histoire suit un agent de police infiltré dans une triade à Hong Kong. Il est également l'interprète du joaillier Covetous Shen dans le jeu d'action et de rôle Diablo III du studio Blizzard Entertainment.
En 2013, il joue dans le film R.I.P.D. Brigade fantôme.
En 2015, il joue William May, le père de Ming-Na (Ming-Na), dans le deuxième épisode de la troisième saison (en) de la  série du MCU Marvel : Les Agents du SHIELD. De 2015 à 2016, il prête sa voix au criminel Azmorigan dans la série d'animation Star Wars Rebels.
En 2018, il prête sa voix à une salière dans le film d'animation Sherlock Gnomes.

#### Années 2020
En 2021, il prête sa voix au personnage de DC Comics O-Sensei (en) dans le film d'animation Batman: Soul of the Dragon. Il participe également au film d'animation Trollhunters: Rise of the Titans, conclusion de la franchise Les Contes d'Arcadia de Guillermo Del Toro lancée en 2016 avec la série Chasseurs de trolls.
En 2022, il apparait dans le film Everything Everywhere All at Once de Daniel Kwan et Daniel Scheinert, immense succès auprès de la critique et du public. Il prête également sa voix à monsieur Gao dans le film d'animation Alerte rouge des studios Pixar ainsi qu'au père Bests dans le film d'animation en volume Wendell and Wild de Henry Selick,.
En tant qu'invité, il incarne l'Empereur de jade dans l'adaptation télévisée (en) de la bande dessinée American Born Chinese qui est diffusée sur Disney+ au printemps 2023.
Crédité à ce jour dans plus de 650 films, séries et jeux vidéo, il est l'un des comédiens les plus prolifiques de tous les temps,.

## Filmographie non exhaustive
Sauf indication contraire, les informations mentionnées dans cette section peuvent être confirmées par la base de données cinématographiques IMDb,  présente dans la section « Liens externes ».

### Acteur

#### Cinéma

##### Longs métrages

###### Années 1950-1960
- 1954 : Dragonfly Squadron de Lesley Selander : south korean pilot
- 1954 : Terreur à Shanghaï (The Shanghai Story) de Frank Lloyd : driver
- 1955 : Le Rendez-vous de Hong-Kong (Soldier of Fortune) de Edward Dmytryk : Un policier chinois
- 1955 : La Colline de l'adieu (Love Is a Many-Splendored Thing) de Henry King : Le cinquième frère
- 1955 : L'Allée sanglante (Blood Alley)de William Wellman  : Un soldat communiste
- 1956 : Godzilla, King of the Monsters! : Ogata / Serizawa (voix)
- 1956 : Les Ailes de l'espérance (Battle Hymn) de Douglas Sirk : ROK Maj. Chong
- 1957 : Porte de Chine (China Gate), de Samuel Fuller : Charlie
- 1959 : La Proie des vautours (Never So Few) de John Sturges : Gen. Chao (ambassadeur)
- 1959 : Blood and Steel de Bernard L. Kowalski : Un dessinateur japonais
- 1961 : Au rythme des tambours fleuris (Flower Drum Song) de Henry Koster : Le maître d'hôtel
- 1965 : Station 3 ultra secret (The Satan Bug) de John Sturges : Dr Yang
- 1966 : Destination Inner Space (en) de Francis D. Lyon : Ho Lee
- 1966 : La Canonnière du Yang-Tsé (The Sand Pebbles) de Robert Wise : Victor Shu
- 1968 : The Bamboo Saucer de Frank Telford : Sam Archibald

###### Années 1970
- 1970 : Le Cerveau d'acier (Colossus: The Forbin Project) de Joseph Sargent : Dr Chin
- 1970 : Le Maître des îles (The Hawaiians) de Tom Gries : Ti Chong
- 1972 : Opération clandestine (The Carey Treatment) de Blake Edwards : David Tao
- 1974 : Les frères Dynamite (en) (Dynamite Brothers) d'Al Adamson : Wei Chin
- 1974 : Chinatown  de Roman Polanski : Kahn
- 1975 : China Girl de Paul Aratow
- 1976 : No Deposit, No Return de Norman Tokar : Ming Lo
- 1976 : En route pour la gloire (Bound for Glory) de Hal Ashby : Le copropriétaire du restaurant chilien
- 1977 : Drôle de séducteur (The World's Greatest Lover) de Gene Wilder : Sven, Yes Man #3
- 1978 : Le Merdier (Go Tell the Spartans) de Ted Post : Le vieil homme
- 1979 : Ne tirez pas sur le dentiste (The In-Laws) de Arthur Hiller : Bing Wong

###### Années 1980
- 1980 : Y a-t-il un pilote dans l'avion ? (Airplane!) : Un général japonais
- 1981 : Sanglantes confessions (True Confessions) de Ulu Grosbard : le légiste Wong
- 1981 : Les Fesses à l'air (So Fine) de Andrew Bergman : Homme asiatique #1
- 1982 : Blade Runner de Ridley Scott : Hannibal Chew
- 1982 : Yes, Giorgio de Franklin J. Schaffner : Kwan
- 1983 : À bout de souffle, made in USA (Breathless) de Jim McBride : L'épicier
- 1984 : Ninja III de Sam Firstenberg : Miyashima
- 1984 : Portés disparus (Missing in Action) de Joseph Zito : Trau
- 1986 : Les Aventures de Jack Burton dans les griffes du Mandarin (Big Trouble in Little China) de John Carpenter : David Lo Pan
- 1986 : Golden Child - L'Enfant sacré du Tibet (The Golden Child) de Michael Ritchie : Doctor Hong
- 1987 : La Veuve noire (Black Widow) de Bob Rafelson : H. Shin, P.I.
- 1987 : Les Tronches 2 de Joe Roth : Snotty
- 1987 : China Girl : Gung Tu
- 1988 : Vice Versa de Brian Gilbert : Kwo
- 1988 : Hot to Trot de Michael Dinner : Boss
- 1988 : Deadlock (vidéo)
- 1989 : The Jitters de Joseph Fasano : Tony Yang Sr.
- 1989 : Caged Fury : Inspecteur Randall Stoner
- 1989 : The Vineyard de James Hong et William Rice : Dr Elson Po
- 1989 : Tax Season de Tom Law : Mr. Tagasaki
- 1989 : Tango et Cash (Tango & Cash) de Andreï Kontchalovski : Quan

###### Années 1990
- 1990 : Crime Lords de Wayne Crawford : Ling
- 1990 : Dragonfight (pl) de Warren A. Stevens : Asawa
- 1990 : Shadowzone de J.S. Cardone : Dr Van Fleet
- 1990 : Bethune: The Making of a Hero de Philip Borsos
- 1990 : The Two Jakes de Jack Nicholson : Kahn
- 1991 : Goodbye Paradise de Dennis Christianson et Tim Savage : Le cuisinier
- 1991 : Missing Pieces de Leonard Stern : Chang
- 1991 : Too Much Sun de Robert Downey Sr. : : Frank, Sr.
- 1991 : L'Arme parfaite (The Perfect Weapon) de Mark DiSalle : Yung
- 1991 : Un étrange rendez-vous (Mystery Date) de Jonathan Wacks : Le diseur de bonne aventure
- 1992 : Merlin : Leong Tao
- 1992 : Body Trouble de Bill Milling : Boomer
- 1992 : Talons of the Eagle de Michael Kennedy : Mr. Li
- 1993 : L.A. Goddess de Jag Mundhra : Edward
- 1993 : Operation Golden Phoenix de Jalal Merhi : Chang
- 1993 : Wayne's World 2 de Stephen Surjik : Jeff Wong
- 1994 : Femme Fontaine: Killer Babe for the C.I.A. de Margot Hope : Master Sun
- 1994 : Silent Fury de Eric Louzil (en)
- 1994 : The Shadow de Russell Mulcahy : Li Peng
- 1995 : Cyber Bandits de Erik Fleming : Tojo Yokohama
- 1995 : Guns and Lipstick : Mr. Song
- 1995 : Duo mortel (Bad Company) de Damian Harris : Bobby Birdsong
- 1995 : Tank Girl de Rachel Talalay : Che'tsai
- 1995 : Opération Dumbo (Operation Dumbo Drop) de Simon Wincer : Y B'ham
- 1995 : Gladiator Cop : Parmenion
- 1996 : Bloodsport 2 de Alan Mehrez : Sun
- 1996 : Espions en herbe (The Secret Agent Club) : Mr. Yamata
- 1996 : Infinity de Matthew Broderick : Abacus Adder
- 1996 : South Beach Academy : Johnny Staccato
- 1997 : Bloodsport III de Alan Mehrez : Master Sun
- 1997 : Catherine's Grove de Rick King : Doctor Lee
- 1997 : Red Corner de Jon Avnet : Lin Shou
- 1998 : G2 de Nick Rotundo : Parmenion
- 1998 : 3 Ninjas et l'Invention du siècle (Breakout) (vidéo) : Mr. Wang
- 1998 : Dérapages (Broken Vessels) : Mr. Chen
- 1999 : Singapore Sling (vidéo) : Adam Chance

###### Années 2000
- 2000 : L'Art de la guerre (The Art of War) de Christian Duguay : Ambassadeur Wu
- 2000 : The Curio Trunk : Lu Chin
- 2001 : Rude (The Ghost) de Douglas Jackson : Père adoptif de Jing
- 2002 : The Biggest Fan de Michael Criscione : 'Groucho' Larson
- 2002 : L'Idole de Samantha Lang : Zao
- 2003 : Pray Another Day : General Hu Phlung Pu
- 2004 : Forbidden Warrior de Jimmy Nickerson : Muraji, The Warlord
- 2004 : Latin Dragon de Scott Thomas : M.. Rhee
- 2004 : Ghost Rock de Dustin Rikert : Weng
- 2005 : American Fusion de Frank Lin : Dr Wong
- 2006 : Adventures of Johnny Tao: Rock Around the Dragon : Sifu
- 2007 : Balles de feu (Balls of Fury) de Robert Ben Garant : Wong, le maître aveugle
- 2008 : Le Jour où la Terre s'arrêta de Scott Derrickson : Wu

###### Années 2010-2020
- 2010 : How to Make Love to a Woman de Scott Culver : Sifu
- 2012 : Safe, de Boaz Yakin : Han Jiao
- 2013 : RIPD : Brigade fantôme de Robert Schwentke : Grand-père Chen
- 2022 : Everything Everywhere All at Once de Dan Kwan et Daniel Scheinert : Gong Gong

##### Films d'animation
- 1998 : Mulan : Chi Fu
- 2008 : Kung Fu Panda :  M. Ping, le père adoptif de Po
- 2010 : Kung Fu Panda : Bonnes Fêtes (Kung Fu Panda Holiday) : M. Ping, le père adoptif de Po
- 2011 : Kung Fu Panda 2 : M. Ping, le père adoptif de Po
- 2016 : Kung Fu Panda 3 : M. Ping, le père adoptif de Po
- 2018 : Sherlock Gnomes : la salière
- 2021 : Batman: Soul of the Dragon : O-Sensei (en)
- 2021 : Trollhunters: Rise of the Titans : Zong-Shi
- 2022 : Alerte rouge (Turning Red) : M. Gao
- 2022 : Wendell and Wild de Henry Selick : Bests
- 2024: Kung Fu Panda 4: M. Ping, le père adoptif de Po

#### Télévision

##### Téléfilms
- 1955 : The Bamboo Cross
- 1967 : The Final War of Olly Winter : Vietnamese Lieutenant
- 1971 : Vanished
- 1971 : The Forgotten Man : Major Thon
- 1971 : A Tattered Web : Police Surgeon
- 1971 : Earth II : [Qui ?]
- 1973 : Pueblo : Super C
- 1973 : Sunshine : Dr Wilde
- 1974 : The Missiles of October : U.N. Secretary-General U Thant
- 1974 : Judge Dee and the Monastery Murders : Prior
- 1977 : Bethune
- 1977 : Panic in Echo Park : Larry Lee
- 1978 : Dr. Scorpion : Ho Chin
- 1978 : Last of the Good Guys : Japanese Man
- 1978 : My Husband Is Missing : Quan Dong
- 1979 : When Hell Was in Session : Nguyen
- 1979 : Mandrake : Theron
- 1980 : The Hustler of Muscle Beach : Desk Clerk
- 1980 : The Return of Frank Cannon : Yutong
- 1982 : The Letter : Vieil homme
- 1983 : China Rose : Prof. Chen
- 1985 : Blade in Hong Kong : Key Tam
- 1987 : La Main jaune (Harry's Hong Kong) : Yu
- 1988 : Leap of Faith : Li
- 1989 : The Rocket Boy : Mr. Wong
- 1989 : The Karen Carpenter Story : Dr Dentworth
- 1989 : La Confrérie de la rose (Brotherhood of the Rose) : Col. Chan
- 1990 : Les Faussaires (Framed) : Mr. Chew
- 1990 : Last Flight Out  Insp. Quang
- 1994 : La Blonde et le Privé (Come Die with Me: A Mickey Spillane's Mike Hammer Mystery) : Nathan
- 1995 : Triplecross
- 2000 : Alien Evolution (Epoch) : Ambassador Po
- 2004 : Sucker Free City : Kwok
- 2013 : Le Meurtrier de minuit (Summoned)  : Frank

##### Séries télévisées
- 1957-1958 : The New Adventures of Charlie Chan : Barry Chan (25 épisodes)
- 1957 : Zorro : Chiu Chang (saison 2, épisode 38)
- 1965 : Des jours et des vies (Days of Our Lives) : Baba Soo Lan, Col. Chengsu et divers personnages (8 épisodes)
- 1972-1975 : Kung Fu : Hsiang et plusieurs personnages (9 épisodes)
- 1976 :   Les Têtes brûlées (Saison 1 Épisode 6 : Porté disparu) : Colonel Kuda
- 1977-1978 : Switch : Wang (4 épisodes)
- 1982 : Shérif, fais-moi peur (The Dukes of Hazzard) : Billy Joe Fong (saison 4, épisode 18)
- 1982-1983 : Marco Polo : Phags-pa (4 épisodes)
- 1983 : This Is the Life (en) : [Qui ?]
- 1983 : Hôpital central (General Hospital) : Sung Cho Lee
- 1985 : Agence tous risques (The A-Team) : Wan Chu (saison 2, épisode 13) et Byron Fong / General Chow (saison 4, épisode 9)
- 1986 : Madame est servie ( 	Who's the Boss?) : Mr Ping (saison 3, épisode 4)
- 1986-1991 : MacGyver : Lee Wenying (saison 2, épisode 4), Chu (saison 3, épisode 1 et saison 3, épisode 2) et Kuang (saison 7, épisode 5)
- 1988-1990 : War of the Worlds : Soo Tak (saison 1, épisode 19)
- 1992 : Raven : Maître des Dragons Noirs (saison 1, épisode 6)
- 1996 : X-Files : le responsable de la loterie (saison 3, épisode 19)
- 1997 : Friends : Hoshi (saison 3 épisode 24)
- 1999 : Le Caméléon (The Pretender) :  Mr.Lee (saison 3, épisode 10)
- 1999 : A la Maison Blanche (The West Wing) : L'ambassadeur de Chine (saison 1, épisode 11)
- 2000 : Zoé, Duncan, Jack et Jane (Zoe, Duncan, Jack & Jane) : Mr. Chin
- 2001 : Alias : Joey (saison 1, épisode 7)
- 2001 : Charmed : le maître zen (saison 4, épisode 4)
- 2004 : Malcolm : Mr. Li (saison 5, épisode 11)
- 2004 : New York, unité spéciale : le propriétaire de l'atelier de misère (saison 6, épisode 2)
- 2006 : Las Vegas : Monk Soli Tendar (saison 4, épisode 6)
- 2007-2008 : The Big Bang Theory : Chen (2 épisodes)
- 2015 : Marvel : Les Agents du SHIELD : William May (saison 3, épisode 2)
- 2017 :  Elementary : Meng Zhou (saison 4, épisode 14)
- 2023 : American Born Chinese (en) : l'Empereur de jade (saison 1, épisode 4)

##### Séries d'animation
- 1999 : Spawn : Zhang Lao / Gen Soon (1 épisode)
- 2002-2004 : Jackie Chan : Dalong Wong (18 épisodes)
- 2004 : Teen Titans : professeur Chang  (1 épisode)
- 2005-2006 : Avatar, le dernier maître de l'air (Avatar: The Last Airbender) : le moine Tashi et le maire Tong (2 épisodes)
- 2011 : Archer : Bucky (2 épisodes)
- 2011-2016 : Kung Fu Panda : L'Incroyable Légende (Kung Fu Panda: Legends of Awesomeness) : Mr. Ping (38 épisodes)
- 2014-2017 : Les Tortues Ninja (Teenage Mutant Ninja Turtles) : Ho Chan (2 épisodes)
- 2015-2016 : Star Wars Rebels : Azmorigan (3 épisodes)
- 2015 : SuperMansion : Po (1 épisode)
- 2015-2016 : Mike Tyson Mysteries : professeur Hong (2 épisodes)
- 2017 : Penn Zero : Héros à mi-temps (Penn Zero: Part-Time Hero) : le monstre du moulin à vent (1 épisode)
- 2020 : Teen Titans Go! : Tortue (saison 6, épisode 18)
- 2022 : Kung Fu Panda : Les Pattes du destin (Kung Fu Panda: The Paws of Destiny) : Mr. Ping (26 épisodes)
- depuis 2022 : Kung Fu Panda : Le Chevalier Dragon (Kung Fu Panda: The Dragon Knight) : Mr. Ping (20 épisodes - en cours)
- 2023 : Gremlins: Secrets of the Mogwai : Grand-père Wing (5 épisodes)

### Producteur
- 1979 : Teen Lust
- 1989 : Caged Fury
- 1997 : Catherine's Grove
- 1999 : Singapore Sling (vidéo)

### Réalisateur
- 1979 : Teen Lust (en)
- 1989 : The Vineyard (en)
- 1999 : Singapore Sling (vidéo)

### Scénariste
- 1989 : The Vineyard

## Ludographie
- 1997 : Blade Runner : Hannibal Chew
- 2005 : Mercenaries: Playground of Destruction : Zhou Peng
- 2012 : Sleeping Dogs : oncle Po
- 2012 : Diablo III : Covetous Shen
- 2017 : Prey : William Yu